# Zane Tamane
Zane Teilāne, coniugata Tamane (Riga, 24 settembre 1983), è un'ex cestista lettone.
Alta 196 cm, giocava come centro.

## Carriera
È stata selezionata dalle Detroit Shock al terzo giro del Draft WNBA 2006 (35ª scelta assoluta).
Con la Lettonia ha disputato i Giochi olimpici di Pechino 2008 e quattro edizioni dei Campionati europei (2005, 2007, 2009, 2011).